# Cascavel-das-pradarias
Crotalus viridis é uma espécie de serpente venenosa da família Viperidae, presente no Canadá, Estados Unidos da América, e México.